# Іда Новаковська
Іда Вікторія Новаковська-Герндон (7 грудня 1990 , Республіка Польща ) — польсько-американська акторка, танцюристка й телеведуча.

## Життя і кар'єра
Навчалася в Нью-Йорку в Школі професійного виконавського мистецтва та Steps on Broadway та виступала в Метрополітен-опера. У 2007 році була фіналісткою першого сезону польської версії «Так ти думаєш, що можеш танцювати» і потрапила до десятки найкращих у конкурсі. Закінчила Школу театру, кіно і телебачення Каліфорнійського університету в Лос-Анджелесі за спеціальністю театр і політологія. Повернулася як суддя в дев'ятому сезоні у 2016 році
У 2019 році Іда Новаковська була суддею першого сезону Dance Dance Dance, що транслювався на TVP2 у Польщі, і є ведучою польського Junior Bake Off. Вона стала співведучою випуску The Voice Kids, що транслювався у лютому 2021 року, замінивши Барбару Курдей-Сатан у цій ролі. 22 серпня 2019 року було оголошено, що Новаковська буде ведучою дитячого пісенного конкурсу Євробачення 2019 разом із Олександром Сікорою та Роксаною Венгель у Гливицях 24 листопада.
7 жовтня 2020 року було оголошено, що Новаковська знову буде ведучою конкурсу, цього разу разом із Рафалом Бжозовським та Малгожатою Томашевською у Варшаві 29 листопада. Іда є однією з трьох ведучих в історії дитячого Євробачення, які двічі працювали на конкурсі — раніше лише ведучі з Нідерландів та України. Вона також перша, хто була ведучою змагання двічі поспіль.
У 2021—2023 роках була речницею Польщі у фіналі пісенного конкурсу Євробачення 2021.

## Вибрана фільмографія
| Рік      | Назва              | Роль            |
| -------- | ------------------ | --------------- |
| 1997 рік | Сволота            |                 |
| 2004 рік | Поза зоною         | Ірена Моравська |
| 2011 рік | Кімната самогубців | Вероніка        |